# 东帝汶驻华大使馆
东帝汶民主共和国驻中华人民共和国大使馆，简称东帝汶驻华大使馆，是东帝汶民主共和国在中华人民共和国的最高外交代表机构。馆址位于中国北京市朝阳区东直门外大街23号东外外交办公大楼203-B。

## 历史沿革
2002年5月20日，东帝汶宣布独立，中国率先承认并与之建交。2004年12月14日，东帝汶驻华大使馆在北京正式开馆。